# Satellitkollision
En satellitkollision inträffar när två satelliter skär varandras banor exakt samtidigt. Historiens första satellitkollision mellan två intakta satelliter inträffade på 80 mils höjd över norra Ryssland den 12 februari 2009. De två satelliterna var Iridium 33, USA och Kosmos 2251, Ryssland.